# Tiliacora
Tiliacora es un género con 30 especies de plantas de flores perteneciente a la familia Menispermaceae. Nativo de África y sudeste de Asia hasta Australia.

## Especies seleccionadas
- Tiliacora abnormalis
- Tiliacora acuminata
- Tiliacora australiana
- Tiliacora bequaerti
- Tiliacora cabindensis
- Tiliacora cuspidiformis
- Tiliacora dielsiana
- Tiliacora triandra